# Amphibulus pentatylus
Amphibulus pentatylus är en stekelart som beskrevs av Luhman 1991. Amphibulus pentatylus ingår i släktet Amphibulus och familjen brokparasitsteklar. Inga underarter finns listade i Catalogue of Life.